# メモリー拡張パック
メモリー拡張パック（メモリーかくちょうパック）は、1999年6月18日に任天堂から発売されたNINTENDO 64の周辺機器である。

## 概要
NINTENDO 64のメモリを36Mbit（4.5MB）拡張することができる。
接続には、付属のターミネータパックイジェクタを使いターミネータパック（終端抵抗が内蔵されている）を取り出す必要がある。
『ドンキーコング64』、『ゼルダの伝説 ムジュラの仮面』、『パーフェクトダーク』はメモリー拡張パックがないと起動することができず、これらのソフトには同梱版が発売された。また、64DDの使用にも必要となる。
発売当初の商品名は「ハイレゾパック」。『ドンキーコング64』から商品名を「メモリー拡張パック」へ変更した。
対応ソフトでは、画面解像度の向上（640×480の高解像度モードでの動作）やテクスチャ品質向上等の効果がある。

## 対応及び専用ソフト

### 対応ソフト
メモリー拡張パックを使用すると画質向上などの恩恵を受けられるが、なくてもプレイ可能なソフト。
- TOPGEAR OVERDRIVE（英語版）
- バイオレンスキラー
- STAR WARS -EPISODE I- RACER（英語版）
- HYBRID HEAVEN
- スター・ウォーズ 出撃! ローグ中隊
- 悪魔城ドラキュラ黙示録外伝 LEGEND OF CORNELL
- GAUNTLET LEGENDS（英語版）
- 大刀
- バイオハザード2
- ポケモンスタジアム金銀
- 64DDソフト全般

### 専用ソフト
メモリー拡張パックが必須になるソフト。
- ドンキーコング64
  - 専用ソフト第一弾。同梱版のみが発売されていた。
- ゼルダの伝説 ムジュラの仮面
  - 同梱版も発売された。
- パーフェクトダーク